# Bernd Heusinger
Bernd Heusinger (* 26. Februar 1964 in Fürth) ist ein deutscher Journalist, Autor und Unternehmer.
An der Universität Erlangen und in Berlin studierte Heusinger Theaterwissenschaften, Publizistik und Germanistik. Anschließend arbeitete er als Journalist unter anderem für die Münchner Zeitung Abendzeitung, den Bayerischen Rundfunk, das Lifestylemagazin Tempo, die Theaterzeitschrift Theater heute sowie die privaten Fernsehsender Sat.1 und RTL. Als Autor und Regisseur schrieb und inszenierte er zwei Theaterstücke am Frankfurter Theater am Turm.
In den frühen 1990er Jahren war Heusinger Texter und Konzeptioner bei Springer & Jacoby, für die er beim Cannes Lions International Advertising Festival einen Löwen und zwei New York Awards gewann. 
1995 gründete Heusinger mit Marcel Loko in Hamburg die Werbeagentur „Zum goldenen Hirschen“. 
2005 gründete er gemeinsam mit Loko und Martin Blach die Dachholding „Hirschen Group“, die seit 2019 die drittgrößte inhabergeführte Agenturgruppe Deutschlands ist und aus den Agenturen „Zum goldenen Hirschen“, „Ressourcenmangel“, „Freunde des Hauses“, „365 Sherpas“, „VORN Consulting“, „029“, „health angels“, „Trafo“ und „hi! employer strategies“ (Joint Venture mit dem ZEITverlag) besteht.
Er ist gemeinsam mit Loko und Blach CEO der Agenturgruppe; seine Schwerpunkte sind Kreativität, Digitalisierung, politische Kommunikation und Unternehmensstrategie.
2018 erschien das Buch „Kreativiert Euch!“ zur seiner Ansicht nach notwendigen kreativen Transformation von Wirtschaft und Gesellschaft im Zeitalter der Digitalisierung und Roboterisierung, das er gemeinsam mit seinen Partnern Blach und Loko verfasst hat.